# Koksmaar

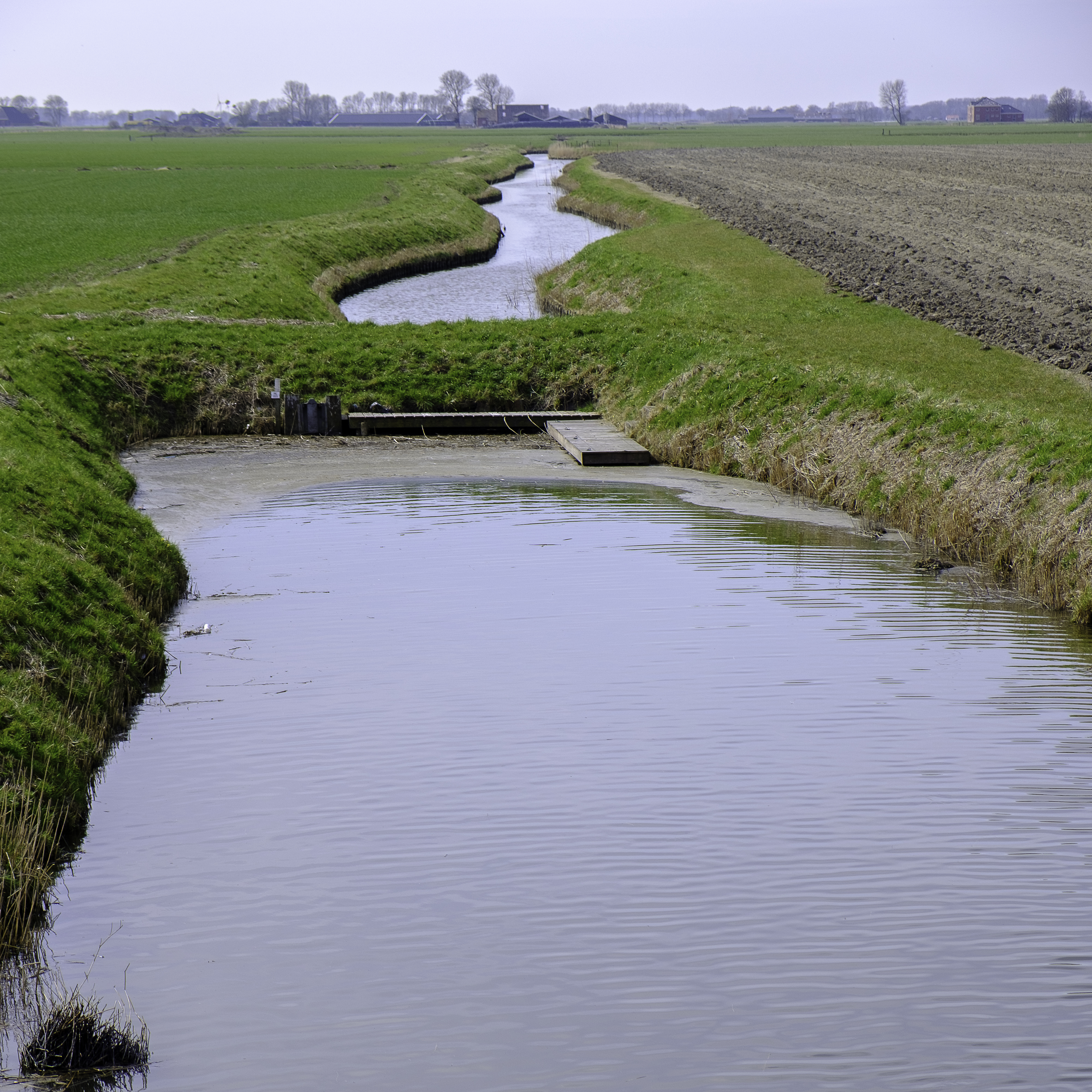
Het Koksmaar gezien vanaf de Eelswerdertil naar het westen

Het Koksmaar (vroeger ook Eelswerdermaar) is een maar in de gemeente Het Hogeland in de Nederlandse provincie Groningen. Het vormt de grens tussen Stitswerd en Kantens in het zuiden en Rottum in het oosten. Het maar is naar het zuiden toe verbonden met het Stitswerdermaar via de Stitswerderwoldtocht.
Het Koksmaar loopt over een lengte van ongeveer 2,8 kilometer van het Usquerdermaar in het westen naar het Boterdiep (Uithuizer Trekdiep) in het oosten, waarbij het maar nabij het Boterdiep een bocht maakt om de wierde van Eelswerd. Het maar ontstond na het verzanden van de Fivelboezem, waarbij de grond opslibde van het westen naar het oosten, waardoor het Koksmaar net als het Helwerdermaar, Eppenhuizermaar en Startenhuizermaar ook naar het oosten stroomde. Het maar heeft een zijtak, het Rottumermaar die vanuit het noorden instroomt. Het maar werd in 1967 onttrokken aan het openbaar vaarverkeer en is tegenwoordig ook niet meer bevaarbaar doordat deze op twee plekken is afgedamd, waarbij het water via een duiker stroomt.
Het Kokmaar wordt voor het eerst genoemd in 1458, daarna in 1464 als Eelswaerder maer. De naam hangt kennelijk samen met die van de boerderij Koksheem, hoewel een afleiding van een oudere wierdenaam Kukenwert niet onmogelijk is.
Ten zuiden van het Koksmaar, nabij de Delthe, staat de boerderij Kokshuis die naar het maar is vernoemd. In de weg tussen Stitswerd en Rottum ligt de Koksbrug over het Koksmaar. Aan het Koksmaar hebben twee watermolens gestaan. Ten noorden, nabij de Delthe stond tussen 1903 en 1910 de watermolen van de Polder van J. Tijks, c.s. en ten zuiden, nabij Eelswerd, stond tussen 1877 en 1960 een watermolen van de polder Kooi.